# 최후의 만찬

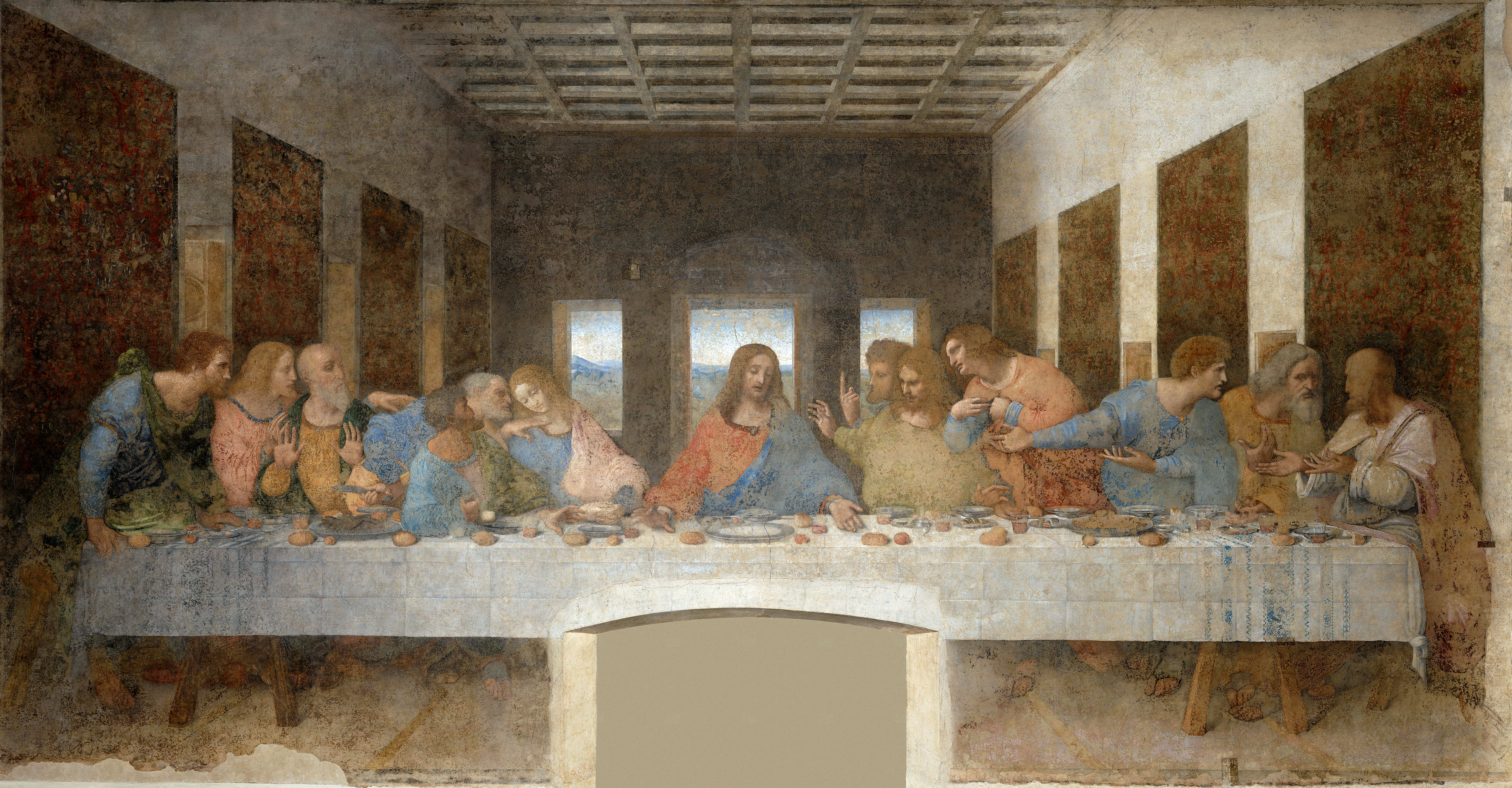
레오나르도 다 빈치의 그림 〈최후의 만찬〉.산타 마리아 델레 그라치에 성당(Santa Maria delle Grazie)에 전시하기 위해 그렸음.

최후의 만찬(最後의晚餐) 또는 마지막 만찬, 주의 만찬은 기독교의 신약성서에 기술된 장면 가운데 하나로, 예수 그리스도가 수난을 당하기 전날 밤(성력 1월14일 저녁, 유월절), 열두 제자들과 함께 가진 저녁 식사 또는 그 저녁 식사 자리에서 일어났던 일을 말한다. 산타 마리아 델레 그라치에 교회에 있는 벽화이다.

## 성서 이야기

### 공관 복음서
당시 이스카리옷 유다를 포함하여 모두가 이 만찬 장소에 모인 사람들 가운데 한 명이 자신을 배신할 것이라는 예수의 말을 전해듣는다. 또 베드로는 닭이 3번(마르코 복음서) 울기 전에 세 번 그리스도를 부인할 것이라는 말을 들었으며, 그는 이에 대해 강하게 부인하였다. 공관복음서에서는 예수가 찬미를 기원하기 위해 떡과 포도주를 들어서 각각 이를 ‘자신의 몸’과 ‘자신의 피’라고 말하며 제자들에게 나누어주어 '나를 기억하여 이 예를 행하라'는 명령을 내렸다고 적혀있다. 성체성사 또는 성만찬이라고 불리는, 그리스도의 성체와 보혈을 모시는 성사 또는 성례전은 바로 여기에서 유래한 것이다.

### 요한 복음서
공관 
누룩을 넣은 빵인지에 대해서 논의가 있었는데, 지금도 동방교회 즉, 서방교회에서 성체성사라고 부르는 성체성혈성사 집전 시 누룩을 넣은 빵을 사용한다.

## 같이 보기
- 최후의 만찬 (레오나르도 다 빈치)